# 7.ª etapa do Giro d'Italia de 2023
A 7.ª etapa do Giro d'Italia de 2023 teve lugar a 12 de maio de 2023 com início na cidade de Capua e final em monte Gran Sasso sobre um percurso de 218 km. Esta foi vencida pelo italiano Davide Bais da equipa Eolo-Kometa, enquanto o norueguês Andreas Leknessund conseguiu manter a liderança.

## Classificação da etapa
| Cápua - Gran Sasso | alta montanha | (218 km) |

| \| Classificação por etapas \| Classificação por etapas \| Classificação por etapas \| Classificação por etapas \| Classificação por etapas \| \| Ciclista \| Ciclista \| Equipe \| Tempo \| \| \| ------------------------ \| ------------------------ \| -------------------------- \| ------------------------ \| ------------------------ \| \| 1. \| Davide Bais \| Eolo-Kometa \| 6h08m40s \| \| \| 2. \| Karel Vacek \| Team Corratec-Selle Italia \| + 9s \| \| \| 3. \| Simone Petilli \| Intermarché-Circus-Wanty \| + 16s \| \| \| 4. \| Remco Evenepoel \| Soudal Quick-Step \| + 3m10s \| \| \| 5. \| Primož Roglič \| Jumbo-Visma \| + 3m10s \| \| \| 6. \| Thibaut Pinot \| Groupama-FDJ \| + 3m10s \| \| \| 7. \| Geraint Thomas \| Ineos Grenadiers \| + 3m10s \| \| \| 8. \| João Almeida \| UAE Team Emirates \| + 3m10s \| \| \| 9. \| Edward Dunbar \| Team Jayco AlUla \| + 3m10s \| \| \| 10. \| Christian Scaroni \| Astana Qazaqstan Team \| + 3m10s \| \| |                   |                            |          |
| |                   |                            |          |
| Fonte: ProCyclingStats |                   |                            |          |
| Classificação por etapas |                   |                            |          |
| Ciclista | Ciclista          | Equipe                     | Tempo    |
| 1. | Davide Bais       | Eolo-Kometa                | 6h08m40s |
| 2. | Karel Vacek       | Team Corratec-Selle Italia | + 9s     |
| 3. | Simone Petilli    | Intermarché-Circus-Wanty   | + 16s    |
| 4. | Remco Evenepoel   | Soudal Quick-Step          | + 3m10s  |
| 5. | Primož Roglič     | Jumbo-Visma                | + 3m10s  |
| 6. | Thibaut Pinot     | Groupama-FDJ               | + 3m10s  |
| 7. | Geraint Thomas    | Ineos Grenadiers           | + 3m10s  |
| 8. | João Almeida      | UAE Team Emirates          | + 3m10s  |
| 9. | Edward Dunbar     | Team Jayco AlUla           | + 3m10s  |
| 10. | Christian Scaroni | Astana Qazaqstan Team      | + 3m10s  |

## Classificações ao final da etapa

### Classificação geral(Maglia Rosa)
| \| Classificação geral \| Classificação geral \| Classificação geral \| Classificação geral \| Classificação geral \| \| Ciclista \| Ciclista \| Equipe \| Tempo \| \| \| ------------------- \| ---------------------- \| ------------------- \| ------------------- \| ------------------- \| \| 1. \| Andreas Leknessund \| Team DSM \| 29h02m38s \| \| \| 2. \| Remco Evenepoel \| Soudal Quick-Step \| + 28s \| \| \| 3. \| Aurélien Paret-Peintre \| AG2R Citroën Team \| + 30s \| \| \| 4. \| João Almeida \| UAE Team Emirates \| + 1m00s \| \| \| 5. \| Primož Roglič \| Jumbo-Visma \| + 1m12s \| \| \| 6. \| Geraint Thomas \| Ineos Grenadiers \| + 1m26s \| \| \| 7. \| Aleksandr Vlasov \| Bora-Hansgrohe \| + 1m26s \| \| \| 8. \| Tao Geoghegan Hart \| Ineos Grenadiers \| + 1m30s \| \| \| 9. \| Lennard Kämna \| Bora-Hansgrohe \| + 1m54s \| \| \| 10. \| Damiano Caruso \| Bahrain Victorious \| + 1m59s \| \| |                        |                    |           |
| |                        |                    |           |
| Fonte: ProCyclingStats |                        |                    |           |
| Classificação geral |                        |                    |           |
| Ciclista | Ciclista               | Equipe             | Tempo     |
| 1. | Andreas Leknessund     | Team DSM           | 29h02m38s |
| 2. | Remco Evenepoel        | Soudal Quick-Step  | + 28s     |
| 3. | Aurélien Paret-Peintre | AG2R Citroën Team  | + 30s     |
| 4. | João Almeida           | UAE Team Emirates  | + 1m00s   |
| 5. | Primož Roglič          | Jumbo-Visma        | + 1m12s   |
| 6. | Geraint Thomas         | Ineos Grenadiers   | + 1m26s   |
| 7. | Aleksandr Vlasov       | Bora-Hansgrohe     | + 1m26s   |
| 8. | Tao Geoghegan Hart     | Ineos Grenadiers   | + 1m30s   |
| 9. | Lennard Kämna          | Bora-Hansgrohe     | + 1m54s   |
| 10. | Damiano Caruso         | Bahrain Victorious | + 1m59s   |

### Classificação por pontos(Maglia Ciclamino)
| Classificação por pontos | Classificação por pontos | Classificação por pontos   | Classificação por pontos | Classificação por pontos |
| Ciclista                 | Ciclista                 | Equipe                     | Pontos                   |                          |
| ------------------------ | ------------------------ | -------------------------- | ------------------------ | ------------------------ |
| 1.                       | Jonathan Milan           | Bahrain Victorious         | 110 pts                  |                          |
| 2.                       | Kaden Groves             | Alpecin-Deceuninck         | 99 pts                   |                          |
| 3.                       | Mads Pedersen            | Trek-Segafredo             | 87 pts                   |                          |
| 4.                       | Michael Matthews         | Team Jayco AlUla           | 57 pts                   |                          |
| 5.                       | David Dekker             | Arkéa-Samsic               | 40 pts                   |                          |
| 6.                       | Aurélien Paret-Peintre   | AG2R Citroën Team          | 33 pts                   |                          |
| 7.                       | Vincenzo Albanese        | Eolo-Kometa                | 32 pts                   |                          |
| 8.                       | Davide Bais              | Eolo-Kometa                | 27 pts                   |                          |
| 9.                       | Stefano Gandin           | Team Corratec-Selle Italia | 24 pts                   |                          |
| 10.                      | Pascal Ackermann         | UAE Team Emirates          | 24 pts                   |                          |

### Classificação da montanha(Maglia Azzurra)
| Classificação da montanha | Classificação da montanha | Classificação da montanha          | Classificação da montanha | Classificação da montanha |
| Ciclista                  | Ciclista                  | Equipe                             | Pontos                    |                           |
| ------------------------- | ------------------------- | ---------------------------------- | ------------------------- | ------------------------- |
| 1.                        | Davide Bais               | Eolo-Kometa                        | 86 pts                    |                           |
| 2.                        | Thibaut Pinot             | Groupama-FDJ                       | 50 pts                    |                           |
| 3.                        | Karel Vacek               | Team Corratec-Selle Italia         | 36 pts                    |                           |
| 4.                        | Simone Petilli            | Intermarché-Circus-Wanty           | 32 pts                    |                           |
| 5.                        | Amanuel Gebrezgabihier    | Trek-Segafredo                     | 26 pts                    |                           |
| 6.                        | Aurélien Paret-Peintre    | AG2R Citroën Team                  | 22 pts                    |                           |
| 7.                        | Francesco Gavazzi         | Eolo-Kometa                        | 18 pts                    |                           |
| 8.                        | Alessandro De Marchi      | Team Jayco AlUla                   | 15 pts                    |                           |
| 9.                        | Samuele Zoccarato         | Green Project-Bardiani CSF-Faizanè | 13 pts                    |                           |
| 10.                       | Santiago Buitrago         | Bahrain Victorious                 | 12 pts                    |                           |

### Classificação dos jovens(Maglia Bianca)
| Classificação dos jovens | Classificação dos jovens | Classificação dos jovens | Classificação dos jovens | Classificação dos jovens |
| Ciclista                 | Ciclista                 | Equipe                   | Tempo                    |                          |
| ------------------------ | ------------------------ | ------------------------ | ------------------------ | ------------------------ |
| 1.                       | Andreas Leknessund       | Team DSM                 | 29h02m38s                |                          |
| 2.                       | Remco Evenepoel          | Soudal Quick-Step        | + 28s                    |                          |
| 3.                       | João Almeida             | UAE Team Emirates        | + 1m00s                  |                          |
| 4.                       | Thymen Arensman          | Ineos Grenadiers         | + 2m32s                  |                          |
| 5.                       | Santiago Buitrago        | Bahrain Victorious       | + 2m52s                  |                          |
| 6.                       | Einer Rubio              | Movistar Team            | + 3m35s                  |                          |
| 7.                       | Alexander Cepeda         | EF Education-EasyPost    | + 6m27s                  |                          |
| 8.                       | Ilan Van Wilder          | Soudal Quick-Step        | + 6m47s                  |                          |
| 9.                       | Laurens Huys             | Intermarché-Circus-Wanty | + 6m57s                  |                          |
| 10.                      | Michel Hessmann          | Jumbo-Visma              | + 9m50s                  |                          |

### Classificação por equipas"Super team"
| Classificação por equipes | Classificação por equipes | Classificação por equipes | Classificação por equipes |
| Equipe                    | Equipe                    | Tempo                     |                           |
| ------------------------- | ------------------------- | ------------------------- | ------------------------- |
| 1.                        | Ineos Grenadiers          | 87h11m43s                 |                           |
| 2.                        | Bahrain Victorious        | + 2m15s                   |                           |
| 3.                        | Jumbo-Visma               | + 2m34s                   |                           |
| 4.                        | Bora-Hansgrohe            | + 4m02s                   |                           |
| 5.                        | EF Education-EasyPost     | + 5m19s                   |                           |
| 6.                        | UAE Team Emirates         | + 5m58s                   |                           |
| 7.                        | Soudal Quick-Step         | + 7m41s                   |                           |
| 8.                        | Israel-Premier Tech       | + 14m54s                  |                           |
| 9.                        | Eolo-Kometa               | + 14m55s                  |                           |
| 10.                       | Groupama-FDJ              | + 16m38s                  |                           |

## Abandonos
Nenhum.